# 阿拉胡埃拉省
阿拉胡埃拉省（西班牙語：Provincia de Alajuela）是哥斯达黎加西北部的一个省，北界尼加拉瓜。面積9,757.53平方公里。2003年人口767,163人。首府阿拉胡埃拉。
1. ↑  . hdi.globaldatalab.org.   [2018-09-13] （英语）.